# Xã Camden, Quận DeKalb, Missouri
Xã Camden (tiếng Anh: Camden Township) là một xã thuộc quận DeKalb, tiểu bang Missouri, Hoa Kỳ. Năm 2010, dân số của xã này là 1.751 người.